# Erithalis vacciniifolia
Erithalis vacciniifolia là một loài thực vật có hoa trong họ Thiến thảo. Loài này được (Griseb.) C.Wright mô tả khoa học đầu tiên năm 1869.